# Chrodoara
Chrodoara také Oda z Amay (cca 560 Švábsko - 634 Valonsko) byla merovejská šlechtična a zakladatelka kláštera v Amay, v dnešním Valonsku. Římskokatolickou církví je uctívána jako světice. 
Předpokládá se, že Chrodoara se narodila kolem roku 560 ve Švábsku. Byla pravděpodobně provdána za franského vévodu Bodegisela, syna Mummolina ze Soissons. Pokud je tato informace pravdivá, pak ovdověla kolem roku 589. Po smrti svého manžela se přestěhovala do Amay a své bohatství i čas věnovala církvi a charitativní činnosti. 
Chrodoara byla údajně matkou biskupa Arnulfa z Met a mohla být babičkou Hugoberta nebo jeho manželky Irminy z Oerenu, a tedy prababičkou Plektrudy, manželky Pepina II. Prostředního, ale zdroje k těmto informacím jsou příliš nejednoznačné na to, aby se dalo na ně spolehnout. Zemřela někdy před rokem 634 a byla pohřbena v kostele svatého Jiří v Amay, nyní kostele svatého Jiří a svaté Ody. Její ostatky byly až do revoluce uloženy v relikviáři svaté Chrodoary.
V roce 1977 byla v kryptě kostela svatého Jiří a svaté Ody v Amay, tři metry pod chórem, objevena hrobka odhalující kamennou desku s vyobrazenou Chrodoarou jako abatyší držící hůl. Byla patronkou a dobrodincem opatství Amay a i když je na samotném kamenné desce vyobrazena jako abatyše, abatyší ve skutečnosti patrně nebyla.